# Lundabron (Umeå)
Lundabron är en bro för gående och cyklister över Ume älv som förbinder Bölesholmarna och västra Umeå i höjd med Lundåkern.
Bron är med sin längd på 179 meter Sveriges längsta hängbro för gående och cyklister.
Bron planerades ursprungligen för byggstart 2016 och skulle med en budget på 46 miljoner kronor stå klar 2017, men projektet försenades med mer än två år. När bron invigdes 20 december 2019 beräknades slutnotan landa kring 156 miljoner kronor.